# Faithless
Faithless is een Britse danceact, geformeerd rondom producer Rollo (echte naam Rowland Armstrong), toetsenist/dj Sister Bliss (echte naam Ayalah Bentovim) en rapper/zanger Maxi Jazz (echte naam Maxwell Fraser), met tot 2006 als bassist Aubrey Nunn. Daarnaast hebben producer/zanger Jamie Catto (tot 1999; later actief met zijn project 1 Giant Leap) en gitarist Dave Randall deel uitgemaakt van Faithless. Zangeres Dido, de zus van Rollo, is op verschillende nummers van Faithless te horen. De groep stopte in 2011, maar trad in 2015 weer op om het twintigjarig jubileum te vieren. Bij deze optredens werd de naam Faithless 2.0 gebruikt. Faithless ging in 2020 verder zonder Maxi Jazz.
De muziek van Faithless is doorgaans een mix van triphop, progressive trance, hiphop, pop, club en regelmatig ook nog verschillende andere stijlen. De bezetting van Faithless bestaat uit onder anderen gitaristen en drummers in plaats van bijvoorbeeld enkel een dj met een zanger. Deze samenstelling is zeldzaam in de dancemuziek.

## Geschiedenis

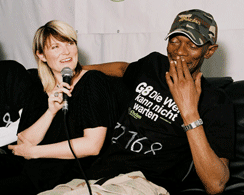
Sister Bliss en Maxi Jazz in 2007

De debuutsingle van Faithless uit 1995, Salva Mea (Save Me), werd een hit op de dansvloeren en later ook in de hitparades. In totaal werden er wereldwijd meer dan een miljoen exemplaren van verkocht.
Latere successingles waren Insomnia (1996), God Is a DJ (1998), We Come 1 (2001) en I Want More (2004). Het nummer We Come 1 bereikte de tweede plaats in de Nederlandse Top 40 en de derde plaats in de Mega Top 100  en God Is a DJ bereikte in de Nederlandse Top 40 zelfs de eerste plaats, alsmede de derde plaats in de Mega Top 100. In Vlaanderen behaalde Insomnia de tweede plaats in de Ultratop 50. De nummers God Is a DJ, We Come 1 en Not Going Home haalden in Vlaanderen eveneens de top 10. Maxi Jazz had in 2006 een top 2-notering samen met Tiësto, Dance 4 Life.
In maart 2011 kondigde Maxi Jazz op de website van Faithless aan dat Faithless zou stoppen na de Thank You and Goodbye-tournee. De officieel laatste concerten van Faithless, Passing the Baton, werden op 7 en 8 april 2011 gegeven in Brixton Academy. Faithless gaf echter daarna in afgeslankte vorm onder de naam Faithless Sound System nog optredens.
In 2015 begon Faithless een tournee door Europa naar aanleiding van het twintigjarig jubileum van de band. Het verzamelalbum Faithless 2.0 met onder meer verscheidene remixen verscheen datzelfde jaar. Nadien gaf de groep sporadisch nog optredens op festivals. Op 23 oktober 2020 verscheen een nieuw album, All Blessed, zonder de aanwezigheid van Maxi Jazz, maar met de medewerking van onder anderen enkele spoken word-artiesten als Suli Breaks. De eerste single Synthesizer (met Nathan Ball) werd eind augustus 2020 uitgebracht, voorafgegaan door de losstaande singles Let the Music Decide (met George the Poet) en This Feeling (met Suli Breaks en Nathan Ball).

## Discografie

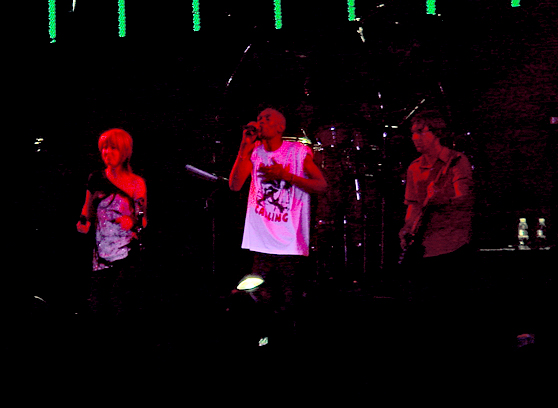
Faithless op Coachella in 2007

### Albums
| Album met eventuele hitnotering(en) in de Nederlandse Album Top 100 | Datum van verschijnen | Datum van binnenkomst | Hoogste positie | Aantal weken | Opmerkingen              |
| ------------------------------------------------------------------- | --------------------- | --------------------- | --------------- | ------------ | ------------------------ |
| Reverence                                                           | 11-11-1996            | 08-02-1997            | 46              | 19           |                          |
| Sunday 8 PM                                                         | 21-09-1998            | 03-10-1998            | 7               | 40           |                          |
| The Testimony: Chapter One                                          | 13-04-1999            | 17-04-1999            | 76              | 6            | verzamelalbum            |
| Back to Mine                                                        | 20-02-2001            | -                     |                 |              | verzamelalbum            |
| Outrospective                                                       | 18-06-2001            | 23-06-2001            | 2               | 33           |                          |
| The Bedroom Sessions                                                | 2001                  | -                     |                 |              | verzamelalbum            |
| No Roots                                                            | 07-06-2004            | 05-06-2004            | 3               | 25           |                          |
| Forever Faithless: The Greatest Hits                                | 16-05-2005            | 21-05-2005            | 3               | 22           | verzamelalbum            |
| Live at Alexandra Palace                                            | 14-10-2005            | -                     |                 |              | livealbum                |
| Renaissance 3D                                                      | 08-08-2006            | 19-08-2006            | 37              | 8            | verzamelalbum            |
| To All New Arrivals                                                 | 27-11-2006            | 02-12-2006            | 29              | 17           |                          |
| Insomnia: The Best of Faithless                                     | 02-03-2009            | -                     |                 |              | verzamelalbum            |
| The Dance                                                           | 17-05-2010            | 22-05-2010            | 6               | 16           |                          |
| Live 2010                                                           | 2010                  | -                     |                 |              | livealbum                |
| Passing the Baton: Live from Brixton                                | 16-03-2012            | 24-03-2012            | 48              | 4            | livealbum / cd & dvd     |
| Faithless 2.0                                                       | 09-10-2015            | 17-10-2015            | 10              | 2            | verzamelalbum/remixalbum |
| All Blessed                                                         | 23-10-2020            | 31-10-2020            | 46              | 1            |                          |

| Album met hitnotering(en) in de Vlaamse Ultratop 200 albums | Datum van verschijnen | Datum van binnenkomst | Hoogste positie | Aantal weken | Opmerkingen   |
| ----------------------------------------------------------- | --------------------- | --------------------- | --------------- | ------------ | ------------- |
| Sunday 8 PM                                                 | 1998                  | 26-09-1998            | 15              | 21           |               |
| Outrospective                                               | 2001                  | 23-06-2001            | 1(1wk)          | 42           |               |
| Reverence                                                   | 1996                  | 29-06-2002            | 47              | 2            |               |
| No Roots                                                    | 2004                  | 12-06-2004            | 1(2wk)          | 37           |               |
| Forever Faithless: The Greatest Hits                        | 2005                  | 21-05-2005            | 1(2wk)          | 44           | verzamelalbum |
| Renaissance 3D                                              | 2006                  | 19-08-2006            | 23              | 12           | verzamelalbum |
| To All New Arrivals                                         | 2006                  | 02-12-2006            | 12              | 17           |               |
| The Dance                                                   | 2010                  | 22-05-2010            | 1(1wk)          | 18           |               |
| Passing the Baton: Live from Brixton                        | 2012                  | 24-03-2012            | 41              | 15           | livealbum     |
| Faithless 2.0                                               | 2015                  | 17-10-2015            | 4               | 19           | verzamelalbum |
| All Blessed                                                 | 2020                  | 31-10-2020            | 22              | 2            |               |

De albums Reverence, Sunday 8 PM, Outrospective, No Roots en The Dance zijn elk heruitgebracht met een bonus-cd met remixen en alternatieve versies van de nummers. Deze heruitgaven verschenen onder andere titels, te weten respectievelijk: Irreverence, Saturday 3 AM, Reperspective, Everything Will Be Alright Tomorrow en The Dance Never Ends.

### Singles
| Single met eventuele hitnotering(en) in de Nederlandse Top 40 | Datum van verschijnen | Datum van binnenkomst | Hoogste positie | Aantal weken | Opmerkingen                                                         |
| ------------------------------------------------------------- | --------------------- | --------------------- | --------------- | ------------ | ------------------------------------------------------------------- |
| Salva Mea (Save Me)                                           | 1995                  | 09-09-1995            | 22              | 4            | nr. 16 in de Single Top 100                                         |
| Insomnia                                                      | 1996                  | 27-01-1996            | 20              | 7            | nr. 22 in de Single Top 100                                         |
| Don't Leave                                                   | 1996                  | 13-04-1996            | tip5            | -            |                                                                     |
| If Lovin' You Is Wrong                                        | 1996                  | -                     |                 |              |                                                                     |
| Insomnia                                                      | 1996                  | 26-10-1996            | 12              | 8            | heruitgave / nr. 13 in de Single Top 100                            |
| Salva Mea (Save Me)                                           | 1997                  | 01-02-1997            | 24              | 5            | heruitgave / nr. 36 in de Single Top 100                            |
| Reverence                                                     | 1997                  | 03-05-1997            | tip15           | -            |                                                                     |
| Don't leave (Euphoric radio)                                  | 1997                  | 06-12-1997            | tip5            | -            | heruitgave / nr. 76 in de Single Top 100, / Dancesmash op Radio 538 |
| God Is a DJ                                                   | 1998                  | 12-09-1998            | 1(1wk)          | 12           | nr. 3 in de Single Top 100 / Alarmschijf                            |
| Take the Long Way Home                                        | 1998                  | 28-11-1998            | tip3            | -            | nr. 51 in de Single Top 100                                         |
| Bring My Family Back                                          | 1999                  | 24-04-1999            | tip4            | -            | nr. 59 in de Single Top 100 / Dancesmash op Radio 538               |
| Why Go?                                                       | 1999                  | 06-11-1999            | tip13           | -            | met Boy George / nr. 65 in de Single Top 100                        |
| We Come 1                                                     | 2001                  | 02-06-2001            | 2               | 16           | nr. 3 in de Single Top 100 / Dancesmash op Radio 538                |
| Muhammad Ali                                                  | 2001                  | 15-09-2001            | tip30           | -            | nr. 55 in de Single Top 100                                         |
| Tarantula                                                     | 2001                  | 22-12-2001            | 22              | 5            | nr. 53 in de Single Top 100 / Dancesmash op Radio 538               |
| Crazy English Summer                                          | 2001                  | -                     |                 |              | met Zoë Johnston                                                    |
| One Step Too Far                                              | 2002                  | 25-05-2002            | 37              | 2            | met Dido / nr. 47 in de Single Top 100                              |
| Dub Be Good to Me                                             | 2002                  | -                     |                 |              | met Dido                                                            |
| Mass Destruction                                              | 2004                  | 12-06-2004            | 40              | 2            | nr. 39 in de Single Top 100                                         |
| I Want More                                                   | 2004                  | 28-08-2004            | 8               | 9            | nr. 6 in de Single Top 100 / Dancesmash op Radio 538                |
| Miss U Less, See U More                                       | 2004                  | 13-11-2004            | tip11           | -            | met LSK / nr. 50 in de Single Top 100                               |
| Why Go?                                                       | 2005                  | 21-05-2005            | tip12           | -            | met Estelle                                                         |
| Insomnia 2005                                                 | 2005                  | 15-10-2005            | tip16           | -            | met Armand Van Helden / nr. 54 in de Single Top 100                 |
| Bombs                                                         | 2006                  | 02-12-2006            | tip7            | -            | met Harry Collier / nr. 84 in de Single Top 100                     |
| Music Matters                                                 | 2007                  | -                     |                 |              | met Cass Fox                                                        |
| Not Going Home                                                | 2010                  | -                     |                 |              | nr. 18 in de Single Top 100                                         |
| Tweak Your Nipple                                             | 2010                  | -                     |                 |              |                                                                     |
| Sun to Me                                                     | 2010                  | -                     |                 |              |                                                                     |
| Feelin' Good                                                  | 2010                  | -                     |                 |              | met Dido                                                            |
| Let the Music Decide                                          | 2020                  | -                     |                 |              | met George the Poet                                                 |
| This Feeling                                                  | 2020                  | -                     |                 |              | met Suli Breaks & Nathan Ball                                       |
| Synthesizer                                                   | 2020                  | -                     |                 |              | met Nathan Ball                                                     |
| I Need Someone                                                | 2021                  | -                     |                 |              | met Nathan Ball & Caleb Femi                                        |
| Everybody Everybody                                           | 2021                  | -                     |                 |              |                                                                     |

| Single met hitnotering(en) in de Vlaamse Ultratop 50 | Datum van verschijnen | Datum van binnenkomst | Hoogste positie | Aantal weken | Opmerkingen                |
| ---------------------------------------------------- | --------------------- | --------------------- | --------------- | ------------ | -------------------------- |
| Insomnia                                             | 1996                  | 02-11-1996            | 2               | 24           | nr. 2 in de Radio 2 Top 30 |
| Salva Mea (Save Me)                                  | 1995                  | 15-02-1997            | 32              | 8            |                            |
| God Is a DJ                                          | 1998                  | 12-09-1998            | 4               | 18           | nr. 4 in de Radio 2 Top 30 |
| Take the Long Way Home                               | 1998                  | 12-12-1998            | 37              | 7            |                            |
| We Come 1                                            | 2001                  | 09-06-2001            | 9               | 15           |                            |
| Muhammad Ali                                         | 2001                  | 22-09-2001            | tip4            | -            |                            |
| Tarantula                                            | 2001                  | 05-01-2002            | 49              | 1            |                            |
| One Step Too Far                                     | 2002                  | 20-04-2002            | tip6            | -            | met Dido                   |
| Mass Destruction                                     | 2004                  | 05-06-2004            | 24              | 7            |                            |
| I Want More                                          | 2004                  | 04-09-2004            | 18              | 10           |                            |
| Miss U Less, See U More                              | 2004                  | 11-12-2004            | 48              | 1            |                            |
| Why Go?                                              | 2005                  | 09-07-2005            | tip11           | -            | met Estelle                |
| Insomnia 2005                                        | 2005                  | 29-10-2005            | tip16           | -            |                            |
| Bombs                                                | 2006                  | 16-12-2006            | 47              | 2            | met Harry Collier          |
| Not Going Home                                       | 2010                  | 15-05-2010            | 6               | 5            |                            |
| Sun to Me                                            | 2010                  | 29-05-2010            | 23              | 3            |                            |
| Feelin' Good                                         | 2010                  | 16-10-2010            | tip38           | -            | met Dido                   |

### Dvd's
| Dvd's met hitnoteringen in de Nederlandse Music Top 30 | Datum van verschijnen | Datum van binnenkomst | Hoogste positie | Aantal weken | Opmerkingen |
| ------------------------------------------------------ | --------------------- | --------------------- | --------------- | ------------ | ----------- |
| Forever Faithless: The Greatest Hits                   | 2005                  | 28-05-2008            | 3               | 8            |             |
| Live at Alexandra Palace                               | 2005                  | 15-10-2005            | 1(1wk)          | 24           |             |
| Live in Moscow                                         | 2008                  | 15-11-2008            | 22              | 3            |             |

### NPO Radio 2 Top 2000
| Nummers met noteringen in de NPO Radio 2 Top 2000 | '12  | '13  | '14  | '15  | '16  | '17  | '18  | '19  | '20  | '21  | '22  | '23  | '24  |
| ------------------------------------------------- | ---- | ---- | ---- | ---- | ---- | ---- | ---- | ---- | ---- | ---- | ---- | ---- | ---- |
| God Is a DJ                                       | 1911 | 1192 | 470  | 391  | 335  | 288  | 453  | 469  | 372  | 368  | 383  | 295  | 275  |
| Insomnia                                          | 1332 | 778  | 346  | 258  | 226  | 181  | 310  | 333  | 270  | 255  | 240  | 189  | 169  |
| We Come 1                                         | -    | -    | 1424 | 1244 | 1280 | 1179 | 1510 | 1608 | 1438 | 1391 | 1559 | 1355 | 1382 |

1. ↑  Een '-' betekent dat het nummer niet was genoteerd en een vetgedrukt getal geeft de hoogste notering van een nummer aan.
2. ↑  2012 was het eerste jaar met een notering voor Faithless.

## Trivia
- Het nummer Insomnia werd vroeger afgespeeld in het Parkstad Limburg Stadion van Roda JC, net als in het Oosterenkstadion, waar FC Zwolle zijn wedstrijden toentertijd afwerkte.